# Valerio Bona
Valerio Bona (OFM) (auch Valerio Buona, * um 1560 in Brescia; † um 1620 in Verona (unsicher)) war ein italienischer Franziskanermönch und Komponist.

## Leben und Werk

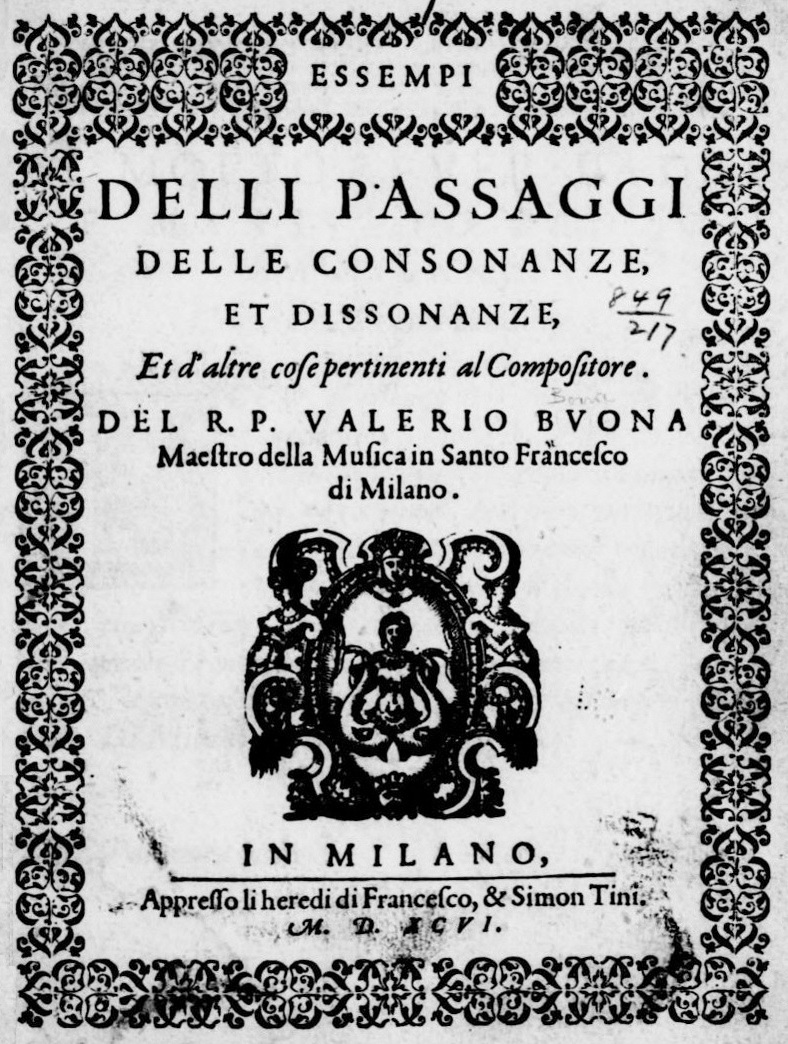
Valerio Bona, „Beispiele für die Durchgänge der Konsonanzen und Dissonanzen“, 1596

Valerio Bona wirkte als Kirchenkapellmeister in Vercelli (1591), Mondovì, Mailand (1596), Brescia (1611) und Verona (1614).
Er schrieb die Regole del Contraponto (Casale 1595), Essempi delli passaggi delle consonanze et dissonanze (Mailand 1596). Er komponierte Messen, Motetten, ein Magnificat, einen Introitus, Litaneien, Psalmen, Falsobordoni, Madrigale, Canzonetten und Canzone italiane. Viele dieser Werke sind doppelchörig angelegt. Sein letztes Werk war Otto ordini di Letanie … che si cantano ogni Sabbato nella Santa casa di Loreto zu zwei Chören (Venedig 1619).